# Vadfradad I.
Vadfradad I. ali  Avtofradat I. je bil frataraka (guverner, satrap) Perzije, ki je vladal od 146 do 138 pr. n. št. Nasledil ga je Vadfradad II.